# Carl Rocheleau
Pour les articles homonymes, voir Rocheleau.
Carl Rocheleau, né le 13 février 1984 à Montréal est un écrivain francophone canadien du Québec.

## Biographie
Carl Rocheleau fait des études secondaires à l'école Jean-Raimbault de Drummondville, et obtient un baccalauréat et une maîtrise en littérature à l'Université de Sherbrooke. Il devient enseignant à l'école Jean-Raimbault, puis au Cégep de Saint-Hyacinthe. Il fonde, en 2005, une maison d'édition et une revue trimestrielle, le fanzine La petite bibliothèque bleue.
Après quelques publications à compte d'auteur, il publie en 2010 une première œuvre chez un éditeur : L'Aquilon, livre de science-fiction. Par sa participation à la série Cobayes (Benoit) et à la collection Tabou (Parfaite, sur le thème de l'anorexie, éditions De Mortagne), il devient connu du grand public.
Il publie en 2016 le livre documentaire L'enlèvement, qui relate le kidnapping qu'a vécu sa sœur Véronique Rocheleau en janvier 1984.

### Livres
- L'Aquilon, science-fiction, collection NOVA, éditions Les Six Brumes, Drummondville, 2010[5]
- Benoit, horreur, collection Cobayes, éditions De Mortagne, Boucherville, 2015[6],[7],[8]
- Parfaite, drame sur l'anorexie, collection Tabou, éditions De Mortagne, Boucherville, 2015[9],[10]
- Le renard du bic, roman pour enfants, collection Maîtres rêveurs, éditions Du Phoenix, 2015[11]
- L'enlèvement (récit de l'enlèvement de sa sœur Véronique), collection Faits vécus, éditions De Mortagne, 2016[12]
- Théo et le minotaure, roman pour enfants sur le thème de la bigarexie, collection Anicroche, éditions Porte-Bonheur, 2016[13]

### Nouvelles
- Les clés de l'Hydre (Horrificorama, recueil de nouvelles, éditions Les six brumes, 2017)
- La plateforme, in : Solaris 187, 2013[15]
- Ensemble (Brins d'éternité 36, 2013)[16]
- Atlas 2.0 (in Débrider, éditions La Petite Barque, 2012)
- Du haut des toits immaculés, in : Brins d’éternité 26, 2010[17]
- L’initiation, in : Nocturne, hors-série 1, 2007[18]
- Origines, in : Nocturne 4, 2006[19]